# ماريو بيانكي
ماريو بيانكي (بالإيطالية: Mario Bianchi)‏ (و. 1905 – 1973 م) هو راكب دراجة هوائية، من إيطاليا، توفي في بوستو أرسيتسيو، عن عمر يناهز 68 عاماً.

## روابط خارجية
- ماريو بيانكي على موقع أرشيف الدراجات (الإنجليزية)
- ماريو بيانكي على موقع إحصائيات الدراجات الإحترافية (الإنجليزية)
- ماريو بيانكي على موقع CycleBase (الإنجليزية)